# Galaga Legions DX
Galaga Legions DX est un jeu vidéo de type shoot 'em up édité et développé par Namco Bandai Games. Il est sorti sur Xbox 360 et sur PlayStation 3 en 2011 et sur Windows Phone en 2012. Il fait suite à Galaga Legions sorti en 2008.